# Canada Dry

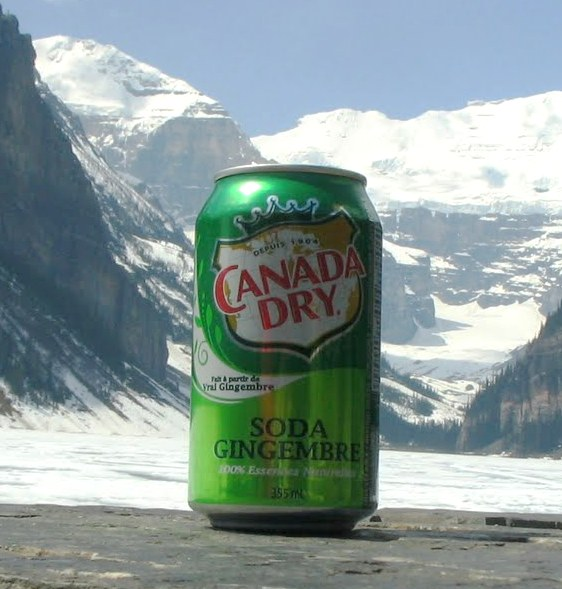
Eine Dose Canada Dry Ginger Ale

Canada Dry ist eine Getränkemarke der Dr Pepper Snapple Group. Canada Dry stammt ursprünglich aus Kanada, wird aber mittlerweile auch in vielen anderen Ländern der Erde produziert. Das Produktsortiment umfasst verschiedene Softdrinks, primär die bekannte Bitterlimonade Ginger Ale sowie Club Soda in diversen Geschmacksrichtungen.

## Geschichte
Mitte der 1880er Jahre arbeitete der in Enniskillen, Ontario, geborene Pharmazeut und Sohn nordirischer Immigranten, John J. McLaughlin, in einer großen Drogerie in Brooklyn und verkaufte Sodawasser. Inspiriert durch den regelrechteten Soda-Boom gründete er 1890 eine Sodawasserfabrik in Toronto und produzierte als erstes Getränk Belfast Style Ginger Ale.
McLaughlin entwickelte später auch eine Methode zur Massenabfüllung seines Ginger Ale, die zu einem erfolgreichen Verkauf führte. Jede Flasche McLaughlin Belfast Style Ginger Ale trug auf dem Etikett eine Landkarte Kanadas und das Bild eines Bibers. Ab 1904 stellte er Canada Dry Pale Ginger Ale her. 1907 wurde Canada Dry Lieferant des Generalgouverneurs von Kanada, und das Etikett mit einem Biber auf einer Karte von Kanada wurde durch das heutige Etikett mit Krone und Schild ersetzt. Durch den Erfolg des Getränks konnte McLaughlin weitere Fabriken in Winnipeg und Edmonton eröffnen. Durch den Versand seines Produktes nach New York, ab 1919, wurde Canada Dry in den USA so bekannt, dass McLaughlin 1921 eine Fabrik in Manhattan eröffnete. Schließlich kauften P. D. Saylor and Associates das Geschäft von McLaughlin und die Canada Dry Ginger Ale, Inc. entstand.
Die Beliebtheit von Canada Dry als Mixgetränk wuchs während der Prohibition, denn sein Aroma half den Geschmack selbstgebrannten Alkohols zu überdecken.
In den 1930er Jahren expandierte Canada Dry weltweit und ab den 1950ern stellte das Unternehmen ein breiteres Produktangebot her. 1953 war Canada Dry  das erste große Unternehmen, das Erfrischungsgetränke in Dosen abfüllte und 1954 zuckerfreie Getränke einführte. Norton Simon beteiligte sich 1964 an dem Unternehmen, das mit der McCall Corporation und Hunt Foods zu Norton Simon Inc. fusionierte. Dr. Pepper kaufte Canada Dry 1982 von Norton Simon. 1984 wurde Dr. Pepper von Forstmann Little & Company übernommen, und Canada Dry wurde an die Del-Monte-Foods-Sparte von R. J. Reynolds verkauft, um Akquisitionsschulden zu begleichen. RJR Nabisco verkaufte sein Erfrischungsgetränkegeschäft 1986 an Cadbury Schweppes. Seit 2008 gehört Canada Dry zur Dr Pepper Snapple Group. Noch immer trägt die Ginger-Ale-Flasche in ihrem Logo eine Karte Kanadas.

## Kontroversen
In den 2010er-Jahren haben mehrere Konsumenten Canada Dry verklagt, weil sie sich wegen des aus ihrer Sicht zu geringen Ingwer-Gehalts des Softdrinks von dem Unternehmen getäuscht sahen. Canada Dry konnte diese Verfahren jedoch, ohne Schuldspruch, gegen Zahlung von Abfindungen in unterschiedlichen Höhen von bis zu 1.500 US-Dollar abwenden.